# سل (ناحیه)
سل (به آلمانی: Landkreis Celle) یک ناحیه در آلمان است که در لونبورگ واقع شده‌است. سل ۱۷۸٬۳۰۰ نفر جمعیت دارد.